# Khemaïs Ksila
Khemaïs Ksila, né le 1er mai 1956, est un homme politique tunisien.

## Biographie

### Opposant
Il est emprisonné pour ses opinions politiques par les régimes des présidents Habib Bourguiba et Zine el-Abidine Ben Ali.
Employé de la Société nationale des chemins de fer tunisiens durant quinze ans, il est licencié le 6 février 1996 puis se voit confisqué son passeport le 18 août 1996. Objet d'une surveillance policière, il est arrêté le 29 septembre 1997 et condamné le 22 février 1998 à trois ans de prison pour « diffamation contre l'ordre public et les autorités, diffusion de fausses nouvelles de nature à troubler l'ordre public et incitation des citoyens à transgresser les lois du pays ». Il est finalement libéré le 29 septembre 1999 et obtient la restitution de son passeport en mai 2000. En 2002, il s'exile en France et obtient le statut de réfugié politique. Il devient alors marchand de journaux.

### Constituant puis député
Rentré en Tunisie après la révolution de 2011, il représente son parti, Ettakatol, pour l'élection de l'assemblée constituante au sein de laquelle il est élu membre le 23 octobre 2011.
Il démissionne de son parti le 8 février 2012, dénonçant l'alliance avec Ennahdha et l'alignement de son parti, ainsi que l'absence de dialogue et de débat contradictoire avec les militants et adhérents ; il continue dès lors de siéger comme indépendant. Il entend, avec d'autres démissionnaires, fonder un nouveau mouvement politique avant de rejoindre finalement Nidaa Tounes et d'entrer au sein de son comité élargi.
Il est élu à l'Assemblée des représentants du peuple lors des élections du 26 octobre 2014. Membre du groupe parlementaire de Nidaa Tounes, il le quitte en juin 2017 puis rejoint les rangs du groupe Allégeance pour la patrie en avril 2018. En effet, le 24 juillet 2017, il rejoint le parti Tounes Awalan, dont il devient secrétaire général chargé des relations extérieures, puis Al Badil Ettounsi après la fusion des deux partis en septembre 2018.

### Vie privée
Khemaïs Ksila est marié et père de trois enfants.